# Ceratozona
Ceratozona is een geslacht van keverslakken uit de familie van de Ischnochitonidae.

## Soorten
- Ceratozona squalida C.B. Adams, 1845
- Ceratozona angusta Thiele, 1909